# Захаров, Эдуард Фёдорович
Эдуа́рд Фёдорович Заха́ров (10 января 1975, Ухта — 13 мая 1997, там же) — российский боксёр полусредней весовой категории, выступал за сборную России в 1990-е годы. Участник летних Олимпийских игр в Атланте, дважды чемпион национального первенства, чемпион Европы среди юниоров, многократный чемпион Республики Коми. На соревнованиях представлял спортивный клуб ЦСКА, мастер спорта международного класса. Был убит в ходе пьяной драки на пике своей карьеры.

## Биография
Активно заниматься боксом начал в возрасте десяти лет в местном зале под руководством тренера Леонида Мартынюка. Впервые заявил о себе в 1990 году, когда выиграл бронзовую медаль на Спартакиаде школьников в Москве — это достижение позволило ему пробиться в юношескую сборную страны, в составе которой он сразу же стал чемпионом России на соревнованиях, проходивших в Липецке, и чемпионом первенства СССР в Донецке. В следующем сезоне продолжил показывать высокие результаты, в частности, получил серебро на первенстве Советского Союза в Волгограде. В 1993 году вновь стал чемпионом России среди юниоров и завоевал золотую медаль на юниорском чемпионате Европы в городе Салоники, где, помимо всего прочего, выходил на ринг с травмированной правой рукой (сильнейшей) и был признан лучшим спортсменом турнира.
Начиная с 1994 года Захаров находился во взрослой сборной страны, в полусредней весовой категории выиграл взрослый чемпионат России в Санкт-Петербурге. В 1995 году одержал победу на Всемирных играх военнослужащих в Риме, ещё через год был лучшим в зачёте национального первенства, прошедшего в Подольске. Благодаря череде удачных выступлений спортсмен удостоился права защищать честь страны на летних Олимпийских играх 1996 года в Атланте, первых двоих соперников легко переиграл по очкам, но в четвертьфинале ему пришлось боксировать с известным кубинцем, олимпийским чемпионом, дважды чемпионом мира Эктором Винентом. Захаров уверенно провёл все три раунда, но судьи отдали победу Вивенту, который в итоге завоевал вторую золотую медаль олимпийского достоинства.
Вечером 12 мая 1997 года к Захарову пришли в гости двое его приятелей и знакомая жены. Застолье продолжалось довольно долго, около полуночи по неизвестным причинам между ними произошла ссора, которая переросла в драку. Жена боксёра вместе с подругой выбежали из дома, чтобы позвать на помощь кого-нибудь из прохожих или найти милиционера, но на улице никого не оказалось, и примерно через десять минут женщины вернулись в квартиру. Входная дверь была открыта, а на пороге в луже крови лежал Захаров. К моменту приезда врачей спортсмен скончался от полученных ножевых ранений, не приходя в сознание. Той же ночью подозреваемые были задержаны, убийцу приговорили к 14 годам лишения свободы.
По словам тренера, Захаров исповедовал игровой стиль ведения боя, ему нравилось именно обыгрывать противника, а не просто бить его. На момент смерти он обучался на экономическом факультете Ухтинского государственного технического университета, в будущем собирался стать спортивным менеджером. 

## Память
Сейчас в Ухте проводится ежегодный всероссийский турнир по боксу «Мемориал МСМК Э. Захарова» с участием сильнейших боксёров страны.
18 февраля 2024 года в Ухте открылся Центр единоборств, которому было присвоено имя Захарова.